# Svazek obcí Březnicko
Svazek obcí Březnicko je dobrovolný svazek obcí podle zákona v okresu Příbram, jeho sídlem je Březnice a jeho cílem je rozvoj mikroregionu, ÚP, životního prostředí a cestovního ruchu. Sdružuje celkem 11 obcí a byl založen v roce 2003.

## Obce sdružené v mikroregionu
- Březnice
- Drahenice
- Hlubyně
- Horčápsko
- Chrást
- Nestrašovice
- Počaply
- Svojšice
- Starosedlský Hrádek
- Tochovice
- Tušovice